# Kozlay Kálmán
Kozlay Kálmán (Koloman Kozlay; Nyárasdomb, 1890. április 22. – München, 1965. február 14.) evangélikus lelkész, gimnáziumi tanár, fényképész.

## Élete
1922-től szepesszombati evangélikus lelkész volt. 1923-tól a késmárki német gimnáziumban történelmet és földrajzot tanított, illetve a történelmi, földrajzi és filológiai gyűjteményt kezelte. Időnként a késmárki német lelkészt is helyettesítette. 1938. október 26-tól a rimaszombati magyar reálgimnáziumban tanított, mely az első bécsi döntést követően Magyarországhoz került. 1944-ben Kassán volt.
Az 1930-as évek elején Késmárkot fényképezte. A fényképanyag a Késmárki Múzeum gyűjteményét gazdagítja. 1939-1940-ben Rimaszombat emlékeit fényképezte és 1941-ben a Gömör Megyei Múzeumban kiállításban mutatta be.
1922-ben Teschler Imre iglói orvostanhallgatóért mondott gyászbeszédet.

## Művei
- 1916 A szélvész útjain. Turistaság és Alpinizmus VI/8.
- 1916 Meleg üzenet a hideg havasokba... Pőstyén.[4]
- 2000 Die Turmwächter von Georgenberg. In: Ferdinand Klein - Aranka Liptak - Johann Schürger: Zipser Erzählen I. Potoken und Mantaken dazähln. Stuttgarrt.

Magyar nyelvű segédleteket adott ki a diákok számára.